# Gmina Lipnica Wielka
Die Gmina Lipnica Wielka ist eine Landgemeinde im Powiat Nowotarski der Woiwodschaft Kleinpolen in Polen. Ihr Sitz ist das gleichnamige Dorf (slowakisch Dolná Lipnica, Nižná Lipnica, ungarisch Alsó-Lipnicza).

## Geographie
Die Gemeinde liegt am Fuße des Berges Babia Góra (Hexen-Berg oder Teufelspitze). Zu den Gewässern gehört der Bach Lipnica.

## Geschichte
Von 1939 bis 1945 wurde das Gebiet Teil des Slowakischen Staates. Erst 1947 ließ die Tschechoslowakei ihre Ansprüche auf das Gebiet endgültig fallen.
Von 1975 bis 1998 gehörte die Gemeinde zur Woiwodschaft Nowy Sącz.

## Gliederung
Zur Landgemeinde (gmina wiejska) Lipnica Wielka gehören zwei Dörfer mit fünf Schulzenämtern (sołectwa):
- Lipnica Wielka – mit den sołectwa: Murowanica, Centrum, Skoczyki und Przywarówka
- Bartoszowa Polana

Weitere Ortschaften der Gemeinde sind Kiczory, die Siedlung Leśniczówka na Lniarce und das Forsthaus Śmietanowa.